# Взрыв на территории Загорского оптико-механического завода
Взрыв на складе с пиротехникой произошёл 9 августа 2023 года в г. Сергиев Посад Московской области на территории Загорского оптико-механического завода.

## Ход событий
Взрыв произошёл в Сергиевом Посаде на территории Загорского оптико-механического завода 9 августа 2023 года около 10:40. Местные жители увидели большой столб дыма, образовавшийся в воздухе. Толчок был ощутим во всех районах города, больше всего пострадали близлежащие дома: взрывная волна выбила окна, в офисах с потолков упала плитка, в школе, находящейся недалеко от завода, где произошло ЧП, осыпалась штукатурка.
Горожане засняли первые минуты после взрыва, на кадрах можно увидеть пыль и обломки зданий. Около 11:25 с завода эвакуировали всех рабочих. Однако люди всё еще оставались под завалами здания. По данным канала «112», взрыв произошёл в ангаре площадью 1600 квадратных метров, который теперь полностью разрушен. После взрыва на площади 400 квадратных метров произошёл пожар, сотрудники МЧС оперативно потушили очаг возгорания.

## Последствия
Вечером 9 августа стало известно, что одна из пострадавших после данного взрыва скончалась в больнице — эту информацию подтвердил губернатор Подмосковья Андрей Воробьев. У погибшей женщины 1978 года рождения диагностировали ожоги 100% тела, открытую черепно-мозговую травму, переломы и ушибы. Причиной смерти стала остановка сердца. Также в результате взрыва пострадали более 80 человек, 8 человек числятся пропавшими без вести. Были повреждены 92 многоквартирных дома, кроме этого, ещё 30 частных и садовых зданий, городской суд, 2 школы, спорткомплекс «Луч», 13 магазинов и 3 производственно-складских помещения.
В соцсети попал ролик со швейного производства, которое находится рядом с заводом. Внутри — всё разнесено в хлам, со столов сорваны швейные машины, на полу валяются сломанные манекены, обломки стульев, куски ткани. Из окна видно, как за зданием поднимается густой чёрный дым.

## Биографии пропавших без вести после взрыва
Владимир Анатольевич Куланов работал в литейном цехе №54 оптико-механического завода (ЗОМЗ). Он был скромным завхозом, устроился не так давно – в октябре 2022 года. В среду Владимир Анатольевич, как обычно, отвёз жену на работу, а затем поехал на предприятие. Незадолго до взрыва он вышел из здания цеха и пошел показывать новому рабочему, где находятся склады. Вместе с ним была Наталья Никитина (скончалась от ожогов в больнице, она всего два дня как устроилась на предприятие). У Куланова 36-летняя дочь и 30-летний сын.
Николай Алексеевич Горячев — трудился на предприятии «Пиро-Росс» слесарем-сборщиком. Начинал он на ЗОМЗ, но чуть более 10 лет назад перешёл в пиротехническую фирму, благо она в соседнем здании. Мужчина был скрытным, но работал исправно с 8 до 17 часов. Своей семьёй не обзавёлся, общался только с сестрой и племянницей. Когда «Пиро-Росс» обанкротился и рабочим перестали платить зарплату, Горячев ушёл в неоплачиваемый отпуск. Но недавно долги ему выплатили, и Николай Алексеевич снова вышел на работу.
Михаил Вячеславович Нырков — его фамилию в среду упоминали, наверное, чаще других. Он работал на «Пиро-Росс» личным водителем директора Сергея Чонкаева. И в полдень должен был ехать с начальником в Москву. В момент взрыва Нырков стоял рядом с гаражом и беседовал с коллегой.
Александр Андреевич Сарычев работал механиком по обслуживанию автомобилей. Поступил на предприятие полтора года назад. В 8:00 заступил на смену. Жена Ольга зафиксировала последний звонок от мужа в 10:52 — но соединение длилось ровно одну секунду. Видимо, Александр хотел сообщить, что произошло страшное, но не успел. У мужчины взрослая дочь и две внучки подросткового возраста, 14 и 19 лет. Ранее работал в фирме, которая обслуживала банкоматы.
Александр Николаевич Ермаков — бригадир фирмы «Пиро-Росс». Своей семьи у него не было, есть родители и старшая сестра. Когда рвануло, он находился во дворе предприятия — разгружал машину. Жены и детей нет, жил с родителями, мама Светлана, папа Николай Константинович, сестра Анна 36 лет. В 10:35 мужчина последний раз выходил на связь в Интернете. В момент взрыва он разгружал машину с оборудованием.
Юрий Александрович Горбачёв трудился на складе «Пиро-Росс» разнорабочим. Пожилой мужчина, у которого помимо двоих сыновей уже три внука и даже правнук, не хотел выходить на пенсию. Правда, в ближайший понедельник он планировал уйти в отпуск. А в среду он, как обычно, приехал на работу на своей «Шевроле-Ниве» и пошёл на склад.

## Реакция властей
Губернатор Московской области Андрей Воробьёв приехал на место трагедии вскоре после взрыва. Также в Сергиев Посад прибыли сотрудники прокуратуры и Следственного комитета.

## Расследование
СК возбудил уголовное дело о нарушении требований промышленной безопасности опасных производственных объектов. В качестве подозреваемого задержали директора компании «Пиро-Росс», на складе которой произошёл взрыв. Причиной взрыва могло стать нарушение технологических процессов (складское помещение арендовала частная компания «Пиро-Росс»). Следствие также рассматривает версию диверсии. Ведущий эксперт фонда «Пожарная безопасность» Константин Кузнецов допустил, что изначальной причиной ЧП могло стать нарушение пожарной безопасности или неправильное использование электрооборудования. Это могло привести к небольшому взрыву или просто появлению искры.
Дальше идёт лавинообразный процесс детонации, особенно в случае с порохом. Он неконтролируемый,
 — заявил эксперт.

## Траур
Жители Сергиева Посада устроили возле места взрыва стихийный мемориал с цветами и зажжёнными лампадками.

## Видео
- Обзор происшедшего YouTube-каналом Настоящее Время. Сюжеты
- Обзор происшедшего YouTube-каналом Комсомольская Правда
- Обзор происшедшего YouTube-каналом Meduza
- Обзор происшедшего телеканалом Дождь
- Видео момента взрыва с 4 мест города
- Видео момента взрыва с одной из камер видеонаблюдения
- Видео момента взрыва с видеорегистратора одной из близко находящихся машин